# Mokřiny (Turnov)
Mokřiny jsou malá vesnice, část města Turnov v okrese Semily. Nachází se asi 3,5 kilometru severně od Turnova.
Mokřiny leží v katastrálním území Malý Rohozec o výměře 2,82 km².

## Historie
První písemná zmínka o vesnici pochází z roku 1790.